# Steyregg
Steyregg är en stadskommun i distriktet Urfahr-Umgebung i förbundslandet Oberösterreich i Österrike. Kommunen har 5 039 invånare (2024) och består av sju orter (Ortschaften) (inom parentes invånarantal 1 januari 2024):

- Götzelsdorf (66)
- Hasenberg (95)
- Holzwinden (216)
- Lachstatt (173)
- Plesching (970)
- Pulgarn (339)
- Steyregg (3 180)